# Calycomyza sidae
Calycomyza sidae är en tvåvingeart som beskrevs av Spencer 1973. Calycomyza sidae ingår i släktet Calycomyza och familjen minerarflugor. Inga underarter finns listade i Catalogue of Life.